# .340 Weatherby Magnum
El .340 Weatherby Magnum cartucho de rifle introducido en 1962 por Roy Weatherby para llenar el vacío entre .300 Weatherby Magnum y el .378 Weatherby Magnum, y en respuesta al .338 Winchester Magnum introducido en 1958.

## Descripción
El .340 Weatherby Magnum se desarrolla del casquillo del .375 Holland & Holland Magnum ajustado para alojar una bala de .338 pulgadas de diámetro, similar a la del .338 Winchester Magnum, pero debido al diseño del casquillo, característico de los belted magnum de Weatherby, es capaz de lograr una mayor velocidad con munición comercial, que es cargada con las máximas presiones sugeridas. Sin embargo el cartucho Weatherby requiere de un cajón de mecanismos de "long magnum", mientras que el popular .338 Win Mag, usa un cajón de mecanismos de longitud estándar, diseñado para la familia de cartuchos derivados del .30-06 Springfield. 

## Performance
Cargado con un proyectil de 250 granos, el .340 Weaherby Magnum logra una velocidad de salida de 2,960 pies por segundo, superando ampliamente al .338 Winchester Magnum, con velocidades de salida de aproximadamente 2,660 pies por segundo. Esto se traduce en una trayectoria más plana, similar a la de un .300 Winchester Magnum con un proyectil de 180 granos, ofreciendo una trayectoria sumamente plana que, con un rifle centrado a 300 yardas (270 metros), subira unas 4,6 pulgadas a 200 yardas para caer 11 pulgadas a 400 yardas, y cargando tanta energía que, en pruebas de campo el .340 Wby Mag claramente supera al el .300 Remington Ultra Magnum y al .338 Winchester Magnum, e incluso se pone a la par con cartuchos más grandes como el .375 H&H, proporcionando una trayectoria más plana y mayor pegada.
El retroceso del .340 Weatherby Magnum, sin embargo, es abrupto, pudiendo afectar la puntería de quienes son sensibles al retroceso de un arma. 
La principal fuente de munición proviene de la firma Weatherby que carga cartuchos .340 Wby Magnum con pesos que oscilan entre 220 y 250 granos. Si bien las balas de 250 granos de punta redonda ya no se comercializan, se continúa cargando el Spire Point y Nosler Partition, ambos de .250 granos. Actualmente Nosler Ballistic-tip y Barnes TSX complementan la oferta.

## Usos
El .340 Weatherby Magnum es básicamente un cartucho de caza mayor adecuado para animales de talla media y grande. En América del Norte, el 340 Weatherby es una opción adecuada para cazar Elk en zonas donde se pueden presentar situaciones en las que se requiere hacer un tiro a larga distancia, ofreciendo una extensión en la máxima distancia a disparar sin tener que corregir la caída de la bala con respecto al 338 Win Mag. Es también adecuado para cazar animales más grandes como bisontes y alces, osos pardos. Además puede ser considerado como una opción adecuada para quien pretenda cazar diferentes especies de caza mayor, chicas y grandes con un solo rifle, o para quien cace en zonas con presencia de osos. 
Debido a la mayor densidad seccional de los calibres .338 en general, con respecto al .375; se considera a la diferente cartuchería del calibre .338 como la más apropiada para la caza de animales peligrosos de piel delgada, en especial osos. 
Es bastante potente incluso para cualquier especie de caza mayor en África, aunque en muchos países de ese continente el calibre mínimo legal para cazar animales grandes y peligrosos es de .375 pulgadas. 